# 丁公路南站
丁公路南站位于中华人民共和国江西省南昌市西湖区洛阳路与丁公路交叉口，是南昌地铁2号线与4号线的地铁换乘站；车站于2019年6月30日启用。

## 车站结构
2号线站厅在地下一层，站台在地下二层为岛式站台；4号线站厅在地下一层和2号线连通，站台在地下四层为岛式站台。

### 楼层
| 1层  | 地面               | 出入口                           |  |  |
| -1层 | 站厅               | 自动售票机、客服中心             |  |  |
| -2层 |                    | █ 2号线 往南路（永叔路）         |  |  |
|      | 岛式站台，左侧开门 |                                  |  |  |
|      |                    | █ 2号线 往南昌东站（南昌火车站） |  |  |
| -4层 |                    | █ 4号线 往白马山（坛子口）       |  |  |
|      | 岛式站台，左侧开门 |                                  |  |  |
|      |                    | █ 4号线 往鱼尾洲（丁公路北）     |  |  |

### 出入口
2号线本站共开放3个出入口。
| 编号                   | 指示       | 图片      | 建议前往的目的地                                                   |
| 2号线站厅              | 2号线站厅  | 2号线站厅 | 2号线站厅                                                          |
| ---------------------- | ---------- | --------- | ------------------------------------------------------------------ |
| 出口 · 2L · 升降机标志 | 洛阳路北侧 |           | 广场南路社区、丁公路、江西邮电公寓、西苑小区、南柴社区             |
| 出口 · 3L              | 洛阳路北侧 |           | 南昌市行知中学洛阳路校区、广场南路、八一大道、南昌大学第四附属医院 |
| 出口 · 4L              | 洛阳路南侧 |           | 外贸小区、广场南路、万国酒店、八一大道                             |
| 4号线站厅              |            |           |                                                                    |
| 出口 · 1L · 升降机标志 | 洛阳路南侧 |           | 天佑路、商储大厦、南站派出所                                       |
| 出口 · 5L              | 洛阳路南侧 |           | 江西省地质局                                                       |
| 6-1                    | 站前路北侧 |           | 天佑路、江西商务大厦、老福山立交、老福山街心花园、广场南路         |
| 註： 設有              |            |           |                                                                    |

## 历史
- 2010年4月8日南昌市轨道交通二号线一期工程环境影响评价第二次公示，公布了《南昌市轨道交通二号线一期工程环境影响报告书（简本）》文件中本站名为洛阳路站[4][5]。
- 2011年12月14日2号线一期21个站名公示时本站名为丁公路南站，位于洛阳路与丁公路丁字路口西侧[1]。
- 2012年2月9日2号线站名确认，本站名为没有做任何变动[6]。
- 2014年1月23日3、4号线优化调整规划批前公示，4号线将经过本站与2号线换乘[7][8]。